# Роберт Шон Леонард
Ро́берт Шон Леона́рд (англ. Robert Sean Leonard; *28 лютого 1969, Вествуд) — американський кіноактор. Насамперед відомий завдяки ролі доктора Джеймса Вілсона у серіалі «Доктор Хаус» (2004—2012) та ролі Ніла Перрі у фільмі «Спілка мертвих поетів».
Грає на сцені з 12 років. Брав участь у багатьох бродвейських постановках. У 2001 році Леонард отримав престижну американську театральну премію «Тоні» за роль у виставі за п'єсою Тома Стоппарда «Винахід любові» (англ. The Invention of Love). Серед його інших театральних заслуг — ролі у таких п'єсах як: «Кандіда», «Довгий день йде у ніч», «Порушення коду», «Швидкість темряви», «Філадельфіє, ось він я», «Аркадія», «Людина-музика», «Вчора народжений», «П'яте липня» та «Убити пересмішника».
У 2013—2014 роках грав повторювану роль доктора Роджера Кадара у телесеріалі «Коли падають небеса». Також виконав головну роль Пітера Мюлера у фільмі «Діти Свінга».

## Біографія
Народився 28 лютого 1969 року у Вествуді, Нью-Джерсі, США. Своє дитинство провів у Ріджвуді, де навчався у Ріджвудській середній школі. Спочатку навчався у Фордгемському університеті, а згодом у Колумбійському університеті загальної освіти.
Леонард тричі номінувався на премію «Тоні», а 2001 року таки здобув премію у категорії «Найкращий актор другого плану у п'єсі» за роль Альфреда Гаусмана у п'єсі Тома Стоппарда «Винахід кохання». 1995 року також зіграв роль Валентина в Нью-йоркській прем'єрі п'єси Стоппарда «Аркадія», яку поставили у Центрі Лінкольна. 2003 року знову номінувався на премію «Тоні» за своє зображення Едмунда Тайрона у п'єсі Юджина О'Ніла «Довгий день йде у ніч». Леонард також з'являвся на бродвейських музичних постановках, зокрема 2001 року замінив Ґреґа Бірко і зіграв головну роль у постановці «Людина-музика». 2011 року виконав роль Пола Верралла у бродвейській постановці «Вчора народжений».
1997 року отримав позитивні відгуки за свою роль у телефільмі «В сумерках» режисера Крістофера Ріва. Журнал «Інтертейнмент віклі» так написав про його роль: «Леонард виконує першокласну роботу, чудово поєднуючи почуття розпуки Денні з його жагою та дошкульною жартівливою поведінкою».
У 2004—2012 роках виконував роль доктора Джеймса Вілсона у серіалі «Доктор Хаус». 2007 року Леонард з'явився у списку ста найбільш недооцінених лікарів за версію журналу «Інтертейнмент Віклі».
2016 року зіграв роль короля Артура в адаптації мюзиклу «Камелот» на сцені театру «Веспорт Кантрі Плейгаус» у Вестпорті, штат Коннектикут. У лютому-квітні 2017 року грав роль Джульса/Боба у бродвейській постановці «Неділя в парку з Джордем».

## Особисте життя
Леонард дружить з Г'ю Лорі, виконавцем головної ролі в серіалі «Доктор Хаус», і з актором Ітаном Гоуком, з яким вони заснували театральну трупу «Malaparte».
У серпні 2008 року Леонард одружився з Габріеллою Салик, професійно займається кінним спортом. Подружжя має двоє дочок.

## Фільмографія
Кіно
- 1986 — Мангеттенський проєкт / The Manhattan Project — Макс
- 1988 — Мій найкращий друг — вампір / My Best Friend Is a Vampire — Джеремі Капелло
- 1989 — Товариство мертвих поетів / Dead Poets Society — Ніл Перрі
- 1990 — Містер і місіс Брідж / Mr. & Mrs. Bridge — Діґлас Брідж
- 1991 — І в горі і в радості / Married to It — Чак Бішоп
- 1993 — Діти Свінга / Swing Kids — Пітер Мюллер
- 1993 — Багато галасу з нічого / Much Ado About Nothing — Клаудіо
- 1993 — Епоха невинності / The Age of Innocence — Тед Арчер
- 1994 — Безпечний прохід / Safe Passage — Альфред Сінґер
- 1996 — Убивця: Щоденник вбивств / Killer: A Journal Of Murder — Генрі Лессер
- 1996 — Люблю тебе, не люблю тебе/ I Love You, I Love You Not — ангел смерті
- 1996 — Сусідські хлопчаки / The Boys Next Door (TV) — Беррі Клемпер
- 1997 — У сутінках/ In the Gloaming — Денні
- 1998 — Останні дні диско / The Last Days of Disco — Том Платт
- 1998 — Облога / Standoff — Джеймі Дулін
- 1998 — Контроль землі / Ground Control — Круз
- 2001 — Стрічка / Tape — Джон Солтер
- 2001 — Гонщик / Driven — Демілль Блай
- 2001 — Стіни Челсі / Chelsea Walls — Террі Олсен
- 2003 — Усередині моєї пам'яті / The I Inside — Пітер Кейбел

Телебачення
- 1986 — Мої два кохання / My Two Loves, телефільм — Ларрі Тейлор
- 1987 — Блеф / Bluffing It, телефільм — Расті Даґґен
- 1993 — Нічне шоу з Джеєм Лено / The Tonight Show with Jay Leno, 2 сезон, епізод 3
- 1994 — Нормандія. Великий хрестовий похід / Normandy: The Great Crusade, голос, телефільм — Расті Сейлс
- 1996 — Хлопці по сусідству / The Boys Next Door, телефільм — Беррі Клемпер
- 1999 — Пустище / Wasteland, епізод «Весілля моєї колишньої подруги», колишній Джесси
- 2000 — За межею можливого / The Outer Limits, 6 сезон, 20 епізод (Гніздо) — Роббі Арчер
- 2001 — Поглянути у пекло / A Glimpse of Hell, телефільм — лейтенант Ден Меєр
- 2003 — Малькольм у центрі уваги /Malcolm in the Middle, епізод «Софтбол» — агент
- 2003 — Намальований будиночок / A Painted House (TV) — Джессі Чендлер
- 2004-2012 — Доктор Хаус / House M.D. — Доктор Джеймс Вілсон
- 2010 — Американський досвід / American Experience, голос, епізод «У глибину. Америка, китоловство і світ» — Герман Мелвілл
- 2013 — Чорний список / The Blacklist, епізод «Фредерік Барнс» — Фредерік Барнс
- 2013 — Коли падають небеса / Falling Skies — Доктор Роджер Кадар
- 2015 — Батл Крік / Battle Creek, епізод «Співчуття дияволу» — Брок
- 2015—2016 — Закон і порядок: Спеціальний корпус / Law & Order: SVU, 3 епізоди — Кенет О'Дваєр
- 2017 — Блакитна кров / Blue Bloods, епізод «Втрачені душі» — Чарльз Бірд
- 2019 — Гаряча зона / The Hot Zone, мінісеріал — Волтер Гумбольдт
- 2019 — Хороший лікар / The Good Doctor, епізод «Клер» — Шамус О'Меллі
- 2022 — Перша леді / First Lady, епізод «Переможний танець» — Гаррі Трумен
- 2023 — Позолочене століття / The Gilded Age, 2 сезон — преподобний Метью Форте